# Newton Siglo XXI
Newton Siglo XXI. El Espectáculo de la Ciencia fue una revista española de divulgación científica y tecnológica, de carácter mensual, de pago. Estuvo en circulación entre abril de 1998 y agosto de 2001, y se publicaron 41 números.
El proyecto fue iniciado por Ediservicios Madrid 2000, S.L., en ese momento la empresa de la división de revistas de Unidad Editorial, S.A., junto con Rizzoli y una editora japonesa.
Su precio inicial fue de 350 pts. (el n.0 fue una edición especial gratuita y limitada y el precio de lanzamiento fue de 250 pts.), con una tirada inicial de 450.000 ejemplares.
Según datos certificados por la Oficina de Justificación de la Difusión (OJD) el promedio de difusión fue de 63.731 ejemplares (datos referidos al período de enero de 2000 a diciembre de 2000).
La revista fue criticada por dar a la información un estilo periodístico de actualidad inmediata y con una presentación efectista más que por buscar el rigor científico.